# Václav Zdeněk Hackenschmied
Václav Zdeněk Hackenschmied (28. září 1867, Příbram ‒ 23. ledna 1945, Mělník) byl pedagog, etnograf a zakladatel městského muzea v Ústí nad Orlicí.

## Život a dílo
V roce 1889 přišel jako podučitel do Říček, kde vynikl svým zájmem o spolkový a kulturní život. V roce 1895 se aktivně podílel na sběru exponátů pro Národopisnou výstavu Českoslovanskou, konanou v Praze. Během působení v Říčkách zde založil místní knihovnu, čtenářský a divadelní spolek a hasičský sbor. Pořádal též přednášky a zabýval se sběrem lokálních pověstí, které později vydal knižně. V roce 1912 přešel jako odborný učitel na měšťanskou chlapeckou školu do Ústí nad Orlicí a angažoval se v učitelských organizacích. Výukou hry na housle se podílel na hudebním životě města. V roce 1916 byl zemskou školní radou přeložen do Hněvkovic u Ledče nad Sázavou a vzápětí do nedalekých Všebořic. V létě 1919 se však navrátil zpět do Ústí nad Orlicí. Vyvrcholením jeho intenzivních kulturních a osvětových zájmů byl výkon úřadu správce městského muzea, jehož byl sám zakladatelem.
Kromě zmíněné sbírky pověstí (jím sesbíraný materiál využila řada autorů publikujících o jižním Podorlicku) sepsal mezi lety 1891‒1895 Monografii Říček dle ústního podání a různých pramenů, která zůstala v rukopise. Ve druhé dekádě 20. století se zabýval sběrem materiálu pro zamýšlený Popis hejtmanství lanškrounského, který jako celek vydán nebyl, vyšly pouze některé příspěvky vztahující se k jednotlivým lokalitám, a to v Úředním věstníku okresního výboru v Ústí nad Orlicí. Vedle toho Hackenschmied publikoval řadu převážně etnografických příspěvků v Letopisech kraje a města Ústí nad Orlicí a drobnějších statí v časopise Český lid. Správcem osobní pozůstalosti V. Z. Hackenschmieda je Státní okresní archiv v Ústí nad Orlicí.

### Samostatné práce V. Z. Hackenschmieda
- Ústecké betlemy. Ústí nad Orlicí 1927 (reprint v bibliofilském provedení: Akademický klub Čada v Ústí nad Orlicí 1998)
- Na besedě. Báchorky, báje, pověsti a jiná vypravování lidu z okresů Lanškrounského a Ústeckého nad Orlicí. Ústí nad Orlicí 1928 (reprint: Ústí nad Orlicí 1995 pod názvem: Na besedě. Báchorky, báje a pověsti; s medailonem spisovatele a bibliografií jeho prací)